# Giro d’Italia 2024/Fahrerfeld
Das Fahrerfeld des Giro d’Italia 2024 umfasst 176 Radrennfahrer in 22 Teams und 29 Nationen. Das Durchschnittsalter aller Teilnehmer liegt bei 27 Jahren und 358 Tagen.
Legende:
- Auszeichnungen in den Wertungen:
  - : Maglia Rosa für den Gesamtführenden
  - : Maglia Ciclamino für den Führenden in der Punktewertung
  - : Maglia Azzurra für den Führenden in der Bergwertung
  - : Maglia Bianca für den Führenden in der Nachwuchswertung
- Nr.: Startnummer
- Aus.: Ausschluss durch Rennleitung vor Rennbeginn
- Susp.: Suspendierung, Ausschluss durch eigenes Team (mit Angabe der entsprechenden Etappe)
- HD: außerhalb der Karenzzeit
- DSQ: Disqualifikation, Ausschluss durch Rennleitung nach Rennbeginn (mit Angabe der entsprechenden Etappe)
- DNF: Aufgabe, Abbruch der Rundfahrt durch den Fahrer während einer Etappe (mit Angabe der entsprechenden Etappe)
- DNS: Aufgabe, Abbruch der Rundfahrt durch den Fahrer vor einer Etappe (mit Angabe der entsprechenden Etappe)

| Ineos Grenadiers IGD | Ineos Grenadiers IGD             | Ineos Grenadiers IGD |
| -------------------- | -------------------------------- | -------------------- |
| Nr.                  | Fahrer                           | Platz                |
| 1                    | Geraint Thomas (GBR)             | 3.                   |
| 2                    | Thymen Arensman (NED)            | 6.                   |
| 3                    | Tobias Foss (NOR)                | 79.                  |
| 4                    | Filippo Ganna (ITA) (Zeitfahren) | 101.                 |
| 5                    | Jhonatan Narváez (ECU) (Straße)  | 28.                  |
| 6                    | Magnus Sheffield (USA)           | 59.                  |
| 7                    | Ben Swift (GBR)                  | 58.                  |
| 8                    | Connor Swift (GBR)               | 83.                  |

| Alpecin-Deceuninck ADC | Alpecin-Deceuninck ADC      | Alpecin-Deceuninck ADC |
| ---------------------- | --------------------------- | ---------------------- |
| Nr.                    | Fahrer                      | Platz                  |
| 11                     | Kaden Groves (AUS)          | 91.                    |
| 12                     | Tobias Bayer (AUT)          | 96.                    |
| 13                     | Nicola Conci (ITA)          | 23.                    |
| 14                     | Quinten Hermans (BEL)       | 53.                    |
| 15                     | Jimmy Janssens (BEL)        | 84.                    |
| 16                     | Timo Kielich (BEL)          | 111.                   |
| 17                     | Edward Planckaert (BEL)     | 95.                    |
| 18                     | Fabio Van den Bossche (BEL) | 107.                   |

| Arkéa-B&B Hotels ARK | Arkéa-B&B Hotels ARK   | Arkéa-B&B Hotels ARK |
| -------------------- | ---------------------- | -------------------- |
| Nr.                  | Fahrer                 | Platz                |
| 21                   | Jenthe Biermans (BEL)  | DNS-16               |
| 22                   | Louis Barré (FRA)      | DNS-11               |
| 23                   | Ewen Costiou (FRA)     | 90.                  |
| 24                   | David Dekker (NED)     | DNF-17               |
| 25                   | Donavan Grondin (FRA)  | 119.                 |
| 26                   | Michel Ries (LUX)      | 25.                  |
| 27                   | Alan Riou (FRA)        | 142.                 |
| 28                   | Alessandro Verre (ITA) | 73.                  |

| Astana Qazaqstan Team AST | Astana Qazaqstan Team AST                    | Astana Qazaqstan Team AST |
| ------------------------- | -------------------------------------------- | ------------------------- |
| Nr.                       | Fahrer                                       | Platz                     |
| 31                        | Alexei Luzenko (KAZ) (Straße und Zeitfahren) | DNS-9                     |
| 32                        | Davide Ballerini (ITA)                       | 70.                       |
| 33                        | Lorenzo Fortunato (ITA)                      | 12.                       |
| 34                        | Max Kanter (GER)                             | DNS-10                    |
| 35                        | Henok Mulubrhan (ERI) (Straße)               | 47.                       |
| 36                        | Wadim Pronski (KAZ)                          | DNS-15                    |
| 37                        | Christian Scaroni (ITA)                      | DNS-18                    |
| 38                        | Simone Velasco (ITA) (Straße)                | 32.                       |

| Bora-Hansgrohe BOH | Bora-Hansgrohe BOH                        | Bora-Hansgrohe BOH |
| ------------------ | ----------------------------------------- | ------------------ |
| Nr.                | Fahrer                                    | Platz              |
| 41                 | Daniel Felipe Martínez (COL) (Zeitfahren) | 2.                 |
| 42                 | Giovanni Aleotti (ITA)                    | 24.                |
| 43                 | Patrick Gamper (AUT)                      | 86.                |
| 44                 | Jonas Koch (GER)                          | 100.               |
| 45                 | Florian Lipowitz (GER)                    | DNS-6              |
| 46                 | Ryan Mullen (IRL) (Zeitfahren)            | 131.               |
| 47                 | Maximilian Schachmann (GER)               | 45.                |
| 48                 | Danny van Poppel (NED)                    | DNS-16             |

| Cofidis COF | Cofidis COF                 | Cofidis COF |
| ----------- | --------------------------- | ----------- |
| Nr.         | Fahrer                      | Platz       |
| 51          | Stefano Oldani (ITA)        | DNS-11      |
| 52          | Stanisław Aniołkowski (POL) | 129.        |
| 53          | Nicolas Debeaumarché (FRA)  | 114.        |
| 54          | Thomas Champion (FRA)       | 55.         |
| 55          | Rubén Fernández (ESP)       | 54.         |
| 56          | Simon Geschke (GER)         | 14.         |
| 57          | Benjamin Thomas (FRA)       | DNF-16      |
| 58          | Harrison Wood (GBR)         | 66.         |

| Decathlon-AG2R La Mondiale DAT | Decathlon-AG2R La Mondiale DAT | Decathlon-AG2R La Mondiale DAT |
| ------------------------------ | ------------------------------ | ------------------------------ |
| Nr.                            | Fahrer                         | Platz                          |
| 61                             | Ben O’Connor (AUS)             | 4.                             |
| 62                             | Alex Baudin (FRA)              | 21.                            |
| 63                             | Aurélien Paret-Peintre (FRA)   | 26.                            |
| 64                             | Valentin Paret-Peintre (FRA)   | 16.                            |
| 65                             | Damien Touzé (FRA)             | 69.                            |
| 66                             | Bastien Tronchon (FRA)         | 88.                            |
| 67                             | Andrea Vendrame (ITA)          | 46.                            |
| 68                             | Lawrence Warbasse (USA)        | 37.                            |

| EF Education-EasyPost EFE | EF Education-EasyPost EFE   | EF Education-EasyPost EFE |
| ------------------------- | --------------------------- | ------------------------- |
| Nr.                       | Fahrer                      | Platz                     |
| 71                        | Esteban Chaves (COL)        | 35.                       |
| 72                        | Alexander Cepeda (ECU)      | 71.                       |
| 73                        | Stefan de Bod (RSA)         | 80.                       |
| 74                        | Simon Carr (GBR)            | DNF-3                     |
| 75                        | Mikkel Frølich Honoré (DEN) | 62.                       |
| 76                        | Andrea Piccolo (ITA)        | DNF-19                    |
| 77                        | Georg Steinhauser (GER)     | 33.                       |
| 78                        | Michael Valgren (DEN)       | 38.                       |

| Groupama-FDJ GFC | Groupama-FDJ GFC      | Groupama-FDJ GFC |
| ---------------- | --------------------- | ---------------- |
| Nr.              | Fahrer                | Platz            |
| 81               | Laurence Pithie (NZL) | 103.             |
| 82               | Lewis Askey (GBR)     | 93.              |
| 83               | Cyril Barthe (FRA)    | 72.              |
| 84               | Clément Davy (FRA)    | DNF-15           |
| 85               | Lorenzo Germani (ITA) | 87.              |
| 86               | Olivier Le Gac (FRA)  | 133.             |
| 87               | Fabian Lienhard (SUI) | 139.             |
| 88               | Enzo Paleni (FRA)     | 56.              |

| Intermarché-Wanty IWA | Intermarché-Wanty IWA            | Intermarché-Wanty IWA |
| --------------------- | -------------------------------- | --------------------- |
| Nr.                   | Fahrer                           | Platz                 |
| 91                    | Biniam Girmay (ERI) (Zeitfahren) | DNF-4                 |
| 92                    | Lilian Calmejane (FRA)           | 42.                   |
| 93                    | Kevin Colleoni (ITA)             | 98.                   |
| 94                    | Dries De Pooter (BEL)            | 106.                  |
| 95                    | Madis Mihkels (EST)              | 112.                  |
| 96                    | Adrien Petit (FRA)               | DNF-5                 |
| 97                    | Dion Smith (NZL)                 | 89.                   |
| 98                    | Roel van Sintmaartensdijk (NED)  | 104.                  |

| Israel-Premier Tech IPT | Israel-Premier Tech IPT | Israel-Premier Tech IPT |
| ----------------------- | ----------------------- | ----------------------- |
| Nr.                     | Fahrer                  | Platz                   |
| 101                     | Michael Woods (CAN)     | DNS-6                   |
| 102                     | Simon Clarke (AUS)      | 97.                     |
| 103                     | Marco Frigo (ITA)       | 44.                     |
| 104                     | Hugo Hofstetter (FRA)   | 126.                    |
| 105                     | Riley Pickrell (CAN)    | DNS-6                   |
| 106                     | Nadav Raisberg (ISR)    | DNS-6                   |
| 107                     | Nick Schultz (AUS)      | DNS-19                  |
| 109                     | Ethan Vernon (GBR)      | DNS-10                  |

| Lidl-Trek LTK | Lidl-Trek LTK                 | Lidl-Trek LTK |
| ------------- | ----------------------------- | ------------- |
| Nr.           | Fahrer                        | Platz         |
| 111           | Jonathan Milan (ITA)          | 118.          |
| 112           | Andrea Bagioli (ITA)          | 65.           |
| 113           | Simone Consonni (ITA)         | 123.          |
| 114           | Amanuel Ghebreigzabhier (ERI) | 63.           |
| 115           | Daan Hoole (NED)              | 132.          |
| 116           | Juan Pedro López (ESP)        | 39.           |
| 117           | Jasper Stuyven (BEL)          | 92.           |
| 118           | Edward Theuns (BEL)           | 113.          |

| Movistar Team MOV | Movistar Team MOV      | Movistar Team MOV |
| ----------------- | ---------------------- | ----------------- |
| Nr.               | Fahrer                 | Platz             |
| 121               | Nairo Quintana (COL)   | 19.               |
| 122               | Albert Torres (ESP)    | 68.               |
| 123               | Will Barta (USA)       | 50.               |
| 124               | Davide Cimolai (ITA)   | 134.              |
| 125               | Fernando Gaviria (COL) | 137.              |
| 126               | Lorenzo Milesi (ITA)   | 85.               |
| 127               | Einer Rubio (COL)      | 7.                |
| 128               | Pelayo Sánchez (ESP)   | 40.               |

| Soudal Quick-Step SOQ | Soudal Quick-Step SOQ    | Soudal Quick-Step SOQ |
| --------------------- | ------------------------ | --------------------- |
| Nr.                   | Fahrer                   | Platz                 |
| 131                   | Julian Alaphilippe (FRA) | 48.                   |
| 132                   | Josef Černý (CZE)        | 141.                  |
| 133                   | Jan Hirt (CZE)           | 8.                    |
| 134                   | Luke Lamperti (USA)      | 117.                  |
| 135                   | Tim Merlier (BEL)        | 138.                  |
| 136                   | Pieter Serry (BEL)       | 78.                   |
| 137                   | Bert Van Lerberghe (BEL) | 135.                  |
| 138                   | Mauri Vansevenant (BEL)  | 30.                   |

| Team dsm-firmenich PostNL DFP | Team dsm-firmenich PostNL DFP | Team dsm-firmenich PostNL DFP |
| ----------------------------- | ----------------------------- | ----------------------------- |
| Nr.                           | Fahrer                        | Platz                         |
| 141                           | Romain Bardet (FRA)           | 9.                            |
| 142                           | Tobias Lund Andresen (DEN)    | 140.                          |
| 143                           | Chris Hamilton (AUS)          | 36.                           |
| 144                           | Fabio Jakobsen (NED)          | DNS-12                        |
| 145                           | Gijs Leemreize (NED)          | 43.                           |
| 146                           | Julius van den Berg (NED)     | DNF-16                        |
| 147                           | Kevin Vermaerke (USA)         | 29.                           |
| 148                           | Bram Welten (NED)             | DNS-4                         |

| Team Jayco AlUla JAY | Team Jayco AlUla JAY                      | Team Jayco AlUla JAY |
| -------------------- | ----------------------------------------- | -------------------- |
| Nr.                  | Fahrer                                    | Platz                |
| 151                  | Alessandro De Marchi (ITA)                | 51.                  |
| 152                  | Eddie Dunbar (IRL)                        | DNS-3                |
| 153                  | Caleb Ewan (AUS)                          | 120.                 |
| 154                  | Michael Hepburn (AUS)                     | 115.                 |
| 155                  | Luka Mezgec (SLO)                         | DNS-14               |
| 156                  | Lucas Plapp (AUS) (Straße und Zeitfahren) | 52.                  |
| 157                  | Max Walscheid (GER)                       | 127.                 |
| 158                  | Filippo Zana (ITA)                        | 11.                  |

| Team Polti Kometa PTK | Team Polti Kometa PTK       | Team Polti Kometa PTK |
| --------------------- | --------------------------- | --------------------- |
| Nr.                   | Fahrer                      | Platz                 |
| 161                   | Matteo Fabbro (ITA)         | 94.                   |
| 162                   | Davide Bais (ITA)           | 76.                   |
| 163                   | Mattia Bais (ITA)           | 61.                   |
| 164                   | Giovanni Lonardi (ITA)      | 128.                  |
| 165                   | Mirco Maestri (ITA)         | 60.                   |
| 166                   | Andrea Pietrobon (ITA)      | 109.                  |
| 167                   | Davide Piganzoli (ITA)      | 13.                   |
| 168                   | Francisco Muñoz Llana (ESP) | 122.                  |

| Team Visma \| Lease a Bike TVL | Team Visma \| Lease a Bike TVL              | Team Visma \| Lease a Bike TVL |
| ------------------------------ | ------------------------------------------- | ------------------------------ |
| Nr.                            | Fahrer                                      | Platz                          |
| 171                            | Christophe Laporte (FRA) (Straße)           | DNS-8                          |
| 172                            | Edoardo Affini (ITA)                        | 130.                           |
| 173                            | Tim van Dijke (NED)                         | 105.                           |
| 174                            | Robert Gesink (NED)                         | DNS-2                          |
| 175                            | Olav Kooij (NED)                            | DNS-10                         |
| 176                            | Jan Tratnik (SLO)                           | 34.                            |
| 177                            | Cian Uijtdebroeks (BEL)                     | DNS-11                         |
| 178                            | Attila Valter (HUN) (Straße und Zeitfahren) | 22.                            |

| Tudor Pro Cycling Team TUD | Tudor Pro Cycling Team TUD | Tudor Pro Cycling Team TUD |
| -------------------------- | -------------------------- | -------------------------- |
| Nr.                        | Fahrer                     | Platz                      |
| 181                        | Matteo Trentin (ITA)       | 82.                        |
| 182                        | Alberto Dainese (ITA)      | 116.                       |
| 183                        | Robin Froidevaux (SUI)     | 136.                       |
| 184                        | Alexander Kamp (DEN)       | 110.                       |
| 185                        | Alexander Krieger (GER)    | DNF-9                      |
| 186                        | Marius Mayrhofer (GER)     | DNS-10                     |
| 187                        | Michael Storer (AUS)       | 10.                        |
| 188                        | Florian Stork (GER)        | 74.                        |

| UAE Team Emirates UAD | UAE Team Emirates UAD                       | UAE Team Emirates UAD |
| --------------------- | ------------------------------------------- | --------------------- |
| Nr.                   | Fahrer                                      | Platz                 |
| 191                   | Tadej Pogačar (SLO) (Straße und Zeitfahren) | 1.                    |
| 192                   | Rui Oliveira (POR)                          | 121.                  |
| 193                   | Mikkel Bjerg (DEN)                          | 108.                  |
| 194                   | Felix Großschartner (AUT)                   | 31.                   |
| 195                   | Vegard Stake Laengen (NOR)                  | 75.                   |
| 196                   | Rafał Majka (POL)                           | 15.                   |
| 197                   | Sebastián Molano (COL)                      | 125.                  |
| 198                   | Domen Novak (SLO)                           | 67.                   |

| VF Group-Bardiani CSF-Faizanè VBF | VF Group-Bardiani CSF-Faizanè VBF | VF Group-Bardiani CSF-Faizanè VBF |
| --------------------------------- | --------------------------------- | --------------------------------- |
| Nr.                               | Fahrer                            | Platz                             |
| 201                               | Domenico Pozzovivo (ITA)          | 20.                               |
| 202                               | Luca Covili (ITA)                 | 18.                               |
| 203                               | Filippo Fiorelli (ITA)            | 77.                               |
| 204                               | Martin Marcellusi (ITA)           | 99.                               |
| 205                               | Manuele Tarozzi (ITA)             | 102.                              |
| 206                               | Giulio Pellizzari (ITA)           | 49.                               |
| 207                               | Alessandro Tonelli (ITA)          | 41.                               |
| 208                               | Enrico Zanoncello (ITA)           | 124.                              |

| Bahrain Victorious TBV | Bahrain Victorious TBV  | Bahrain Victorious TBV |
| ---------------------- | ----------------------- | ---------------------- |
| Nr.                    | Fahrer                  | Platz                  |
| 211                    | Antonio Tiberi (ITA)    | 4.                     |
| 212                    | Rainer Kepplinger (AUT) | 64.                    |
| 213                    | Phil Bauhaus (GER)      | DNS-14                 |
| 214                    | Damiano Caruso (ITA)    | 17.                    |
| 215                    | Andrea Pasqualon (ITA)  | 81.                    |
| 216                    | Edoardo Zambanini (ITA) | 27.                    |
| 217                    | Jasha Sütterlin (GER)   | 57.                    |
| 218                    | Torstein Træen (NOR)    | DNF-4                  |

| Ineos Grenadiers IGD | Ineos Grenadiers IGD             | Ineos Grenadiers IGD |
| -------------------- | -------------------------------- | -------------------- |
| Nr.                  | Fahrer                           | Platz                |
| 1                    | Geraint Thomas (GBR)             | 3.                   |
| 2                    | Thymen Arensman (NED)            | 6.                   |
| 3                    | Tobias Foss (NOR)                | 79.                  |
| 4                    | Filippo Ganna (ITA) (Zeitfahren) | 101.                 |
| 5                    | Jhonatan Narváez (ECU) (Straße)  | 28.                  |
| 6                    | Magnus Sheffield (USA)           | 59.                  |
| 7                    | Ben Swift (GBR)                  | 58.                  |
| 8                    | Connor Swift (GBR)               | 83.                  |

| Alpecin-Deceuninck ADC | Alpecin-Deceuninck ADC      | Alpecin-Deceuninck ADC |
| ---------------------- | --------------------------- | ---------------------- |
| Nr.                    | Fahrer                      | Platz                  |
| 11                     | Kaden Groves (AUS)          | 91.                    |
| 12                     | Tobias Bayer (AUT)          | 96.                    |
| 13                     | Nicola Conci (ITA)          | 23.                    |
| 14                     | Quinten Hermans (BEL)       | 53.                    |
| 15                     | Jimmy Janssens (BEL)        | 84.                    |
| 16                     | Timo Kielich (BEL)          | 111.                   |
| 17                     | Edward Planckaert (BEL)     | 95.                    |
| 18                     | Fabio Van den Bossche (BEL) | 107.                   |

| Arkéa-B&B Hotels ARK | Arkéa-B&B Hotels ARK   | Arkéa-B&B Hotels ARK |
| -------------------- | ---------------------- | -------------------- |
| Nr.                  | Fahrer                 | Platz                |
| 21                   | Jenthe Biermans (BEL)  | DNS-16               |
| 22                   | Louis Barré (FRA)      | DNS-11               |
| 23                   | Ewen Costiou (FRA)     | 90.                  |
| 24                   | David Dekker (NED)     | DNF-17               |
| 25                   | Donavan Grondin (FRA)  | 119.                 |
| 26                   | Michel Ries (LUX)      | 25.                  |
| 27                   | Alan Riou (FRA)        | 142.                 |
| 28                   | Alessandro Verre (ITA) | 73.                  |

| Astana Qazaqstan Team AST | Astana Qazaqstan Team AST                    | Astana Qazaqstan Team AST |
| ------------------------- | -------------------------------------------- | ------------------------- |
| Nr.                       | Fahrer                                       | Platz                     |
| 31                        | Alexei Luzenko (KAZ) (Straße und Zeitfahren) | DNS-9                     |
| 32                        | Davide Ballerini (ITA)                       | 70.                       |
| 33                        | Lorenzo Fortunato (ITA)                      | 12.                       |
| 34                        | Max Kanter (GER)                             | DNS-10                    |
| 35                        | Henok Mulubrhan (ERI) (Straße)               | 47.                       |
| 36                        | Wadim Pronski (KAZ)                          | DNS-15                    |
| 37                        | Christian Scaroni (ITA)                      | DNS-18                    |
| 38                        | Simone Velasco (ITA) (Straße)                | 32.                       |

| Bora-Hansgrohe BOH | Bora-Hansgrohe BOH                        | Bora-Hansgrohe BOH |
| ------------------ | ----------------------------------------- | ------------------ |
| Nr.                | Fahrer                                    | Platz              |
| 41                 | Daniel Felipe Martínez (COL) (Zeitfahren) | 2.                 |
| 42                 | Giovanni Aleotti (ITA)                    | 24.                |
| 43                 | Patrick Gamper (AUT)                      | 86.                |
| 44                 | Jonas Koch (GER)                          | 100.               |
| 45                 | Florian Lipowitz (GER)                    | DNS-6              |
| 46                 | Ryan Mullen (IRL) (Zeitfahren)            | 131.               |
| 47                 | Maximilian Schachmann (GER)               | 45.                |
| 48                 | Danny van Poppel (NED)                    | DNS-16             |

| Cofidis COF | Cofidis COF                 | Cofidis COF |
| ----------- | --------------------------- | ----------- |
| Nr.         | Fahrer                      | Platz       |
| 51          | Stefano Oldani (ITA)        | DNS-11      |
| 52          | Stanisław Aniołkowski (POL) | 129.        |
| 53          | Nicolas Debeaumarché (FRA)  | 114.        |
| 54          | Thomas Champion (FRA)       | 55.         |
| 55          | Rubén Fernández (ESP)       | 54.         |
| 56          | Simon Geschke (GER)         | 14.         |
| 57          | Benjamin Thomas (FRA)       | DNF-16      |
| 58          | Harrison Wood (GBR)         | 66.         |

| Decathlon-AG2R La Mondiale DAT | Decathlon-AG2R La Mondiale DAT | Decathlon-AG2R La Mondiale DAT |
| ------------------------------ | ------------------------------ | ------------------------------ |
| Nr.                            | Fahrer                         | Platz                          |
| 61                             | Ben O’Connor (AUS)             | 4.                             |
| 62                             | Alex Baudin (FRA)              | 21.                            |
| 63                             | Aurélien Paret-Peintre (FRA)   | 26.                            |
| 64                             | Valentin Paret-Peintre (FRA)   | 16.                            |
| 65                             | Damien Touzé (FRA)             | 69.                            |
| 66                             | Bastien Tronchon (FRA)         | 88.                            |
| 67                             | Andrea Vendrame (ITA)          | 46.                            |
| 68                             | Lawrence Warbasse (USA)        | 37.                            |

| EF Education-EasyPost EFE | EF Education-EasyPost EFE   | EF Education-EasyPost EFE |
| ------------------------- | --------------------------- | ------------------------- |
| Nr.                       | Fahrer                      | Platz                     |
| 71                        | Esteban Chaves (COL)        | 35.                       |
| 72                        | Alexander Cepeda (ECU)      | 71.                       |
| 73                        | Stefan de Bod (RSA)         | 80.                       |
| 74                        | Simon Carr (GBR)            | DNF-3                     |
| 75                        | Mikkel Frølich Honoré (DEN) | 62.                       |
| 76                        | Andrea Piccolo (ITA)        | DNF-19                    |
| 77                        | Georg Steinhauser (GER)     | 33.                       |
| 78                        | Michael Valgren (DEN)       | 38.                       |

| Groupama-FDJ GFC | Groupama-FDJ GFC      | Groupama-FDJ GFC |
| ---------------- | --------------------- | ---------------- |
| Nr.              | Fahrer                | Platz            |
| 81               | Laurence Pithie (NZL) | 103.             |
| 82               | Lewis Askey (GBR)     | 93.              |
| 83               | Cyril Barthe (FRA)    | 72.              |
| 84               | Clément Davy (FRA)    | DNF-15           |
| 85               | Lorenzo Germani (ITA) | 87.              |
| 86               | Olivier Le Gac (FRA)  | 133.             |
| 87               | Fabian Lienhard (SUI) | 139.             |
| 88               | Enzo Paleni (FRA)     | 56.              |

| Intermarché-Wanty IWA | Intermarché-Wanty IWA            | Intermarché-Wanty IWA |
| --------------------- | -------------------------------- | --------------------- |
| Nr.                   | Fahrer                           | Platz                 |
| 91                    | Biniam Girmay (ERI) (Zeitfahren) | DNF-4                 |
| 92                    | Lilian Calmejane (FRA)           | 42.                   |
| 93                    | Kevin Colleoni (ITA)             | 98.                   |
| 94                    | Dries De Pooter (BEL)            | 106.                  |
| 95                    | Madis Mihkels (EST)              | 112.                  |
| 96                    | Adrien Petit (FRA)               | DNF-5                 |
| 97                    | Dion Smith (NZL)                 | 89.                   |
| 98                    | Roel van Sintmaartensdijk (NED)  | 104.                  |

| Israel-Premier Tech IPT | Israel-Premier Tech IPT | Israel-Premier Tech IPT |
| ----------------------- | ----------------------- | ----------------------- |
| Nr.                     | Fahrer                  | Platz                   |
| 101                     | Michael Woods (CAN)     | DNS-6                   |
| 102                     | Simon Clarke (AUS)      | 97.                     |
| 103                     | Marco Frigo (ITA)       | 44.                     |
| 104                     | Hugo Hofstetter (FRA)   | 126.                    |
| 105                     | Riley Pickrell (CAN)    | DNS-6                   |
| 106                     | Nadav Raisberg (ISR)    | DNS-6                   |
| 107                     | Nick Schultz (AUS)      | DNS-19                  |
| 109                     | Ethan Vernon (GBR)      | DNS-10                  |

| Lidl-Trek LTK | Lidl-Trek LTK                 | Lidl-Trek LTK |
| ------------- | ----------------------------- | ------------- |
| Nr.           | Fahrer                        | Platz         |
| 111           | Jonathan Milan (ITA)          | 118.          |
| 112           | Andrea Bagioli (ITA)          | 65.           |
| 113           | Simone Consonni (ITA)         | 123.          |
| 114           | Amanuel Ghebreigzabhier (ERI) | 63.           |
| 115           | Daan Hoole (NED)              | 132.          |
| 116           | Juan Pedro López (ESP)        | 39.           |
| 117           | Jasper Stuyven (BEL)          | 92.           |
| 118           | Edward Theuns (BEL)           | 113.          |

| Movistar Team MOV | Movistar Team MOV      | Movistar Team MOV |
| ----------------- | ---------------------- | ----------------- |
| Nr.               | Fahrer                 | Platz             |
| 121               | Nairo Quintana (COL)   | 19.               |
| 122               | Albert Torres (ESP)    | 68.               |
| 123               | Will Barta (USA)       | 50.               |
| 124               | Davide Cimolai (ITA)   | 134.              |
| 125               | Fernando Gaviria (COL) | 137.              |
| 126               | Lorenzo Milesi (ITA)   | 85.               |
| 127               | Einer Rubio (COL)      | 7.                |
| 128               | Pelayo Sánchez (ESP)   | 40.               |

| Soudal Quick-Step SOQ | Soudal Quick-Step SOQ    | Soudal Quick-Step SOQ |
| --------------------- | ------------------------ | --------------------- |
| Nr.                   | Fahrer                   | Platz                 |
| 131                   | Julian Alaphilippe (FRA) | 48.                   |
| 132                   | Josef Černý (CZE)        | 141.                  |
| 133                   | Jan Hirt (CZE)           | 8.                    |
| 134                   | Luke Lamperti (USA)      | 117.                  |
| 135                   | Tim Merlier (BEL)        | 138.                  |
| 136                   | Pieter Serry (BEL)       | 78.                   |
| 137                   | Bert Van Lerberghe (BEL) | 135.                  |
| 138                   | Mauri Vansevenant (BEL)  | 30.                   |

| Team dsm-firmenich PostNL DFP | Team dsm-firmenich PostNL DFP | Team dsm-firmenich PostNL DFP |
| ----------------------------- | ----------------------------- | ----------------------------- |
| Nr.                           | Fahrer                        | Platz                         |
| 141                           | Romain Bardet (FRA)           | 9.                            |
| 142                           | Tobias Lund Andresen (DEN)    | 140.                          |
| 143                           | Chris Hamilton (AUS)          | 36.                           |
| 144                           | Fabio Jakobsen (NED)          | DNS-12                        |
| 145                           | Gijs Leemreize (NED)          | 43.                           |
| 146                           | Julius van den Berg (NED)     | DNF-16                        |
| 147                           | Kevin Vermaerke (USA)         | 29.                           |
| 148                           | Bram Welten (NED)             | DNS-4                         |

| Team Jayco AlUla JAY | Team Jayco AlUla JAY                      | Team Jayco AlUla JAY |
| -------------------- | ----------------------------------------- | -------------------- |
| Nr.                  | Fahrer                                    | Platz                |
| 151                  | Alessandro De Marchi (ITA)                | 51.                  |
| 152                  | Eddie Dunbar (IRL)                        | DNS-3                |
| 153                  | Caleb Ewan (AUS)                          | 120.                 |
| 154                  | Michael Hepburn (AUS)                     | 115.                 |
| 155                  | Luka Mezgec (SLO)                         | DNS-14               |
| 156                  | Lucas Plapp (AUS) (Straße und Zeitfahren) | 52.                  |
| 157                  | Max Walscheid (GER)                       | 127.                 |
| 158                  | Filippo Zana (ITA)                        | 11.                  |

| Team Polti Kometa PTK | Team Polti Kometa PTK       | Team Polti Kometa PTK |
| --------------------- | --------------------------- | --------------------- |
| Nr.                   | Fahrer                      | Platz                 |
| 161                   | Matteo Fabbro (ITA)         | 94.                   |
| 162                   | Davide Bais (ITA)           | 76.                   |
| 163                   | Mattia Bais (ITA)           | 61.                   |
| 164                   | Giovanni Lonardi (ITA)      | 128.                  |
| 165                   | Mirco Maestri (ITA)         | 60.                   |
| 166                   | Andrea Pietrobon (ITA)      | 109.                  |
| 167                   | Davide Piganzoli (ITA)      | 13.                   |
| 168                   | Francisco Muñoz Llana (ESP) | 122.                  |

| Team Visma \| Lease a Bike TVL | Team Visma \| Lease a Bike TVL              | Team Visma \| Lease a Bike TVL |
| ------------------------------ | ------------------------------------------- | ------------------------------ |
| Nr.                            | Fahrer                                      | Platz                          |
| 171                            | Christophe Laporte (FRA) (Straße)           | DNS-8                          |
| 172                            | Edoardo Affini (ITA)                        | 130.                           |
| 173                            | Tim van Dijke (NED)                         | 105.                           |
| 174                            | Robert Gesink (NED)                         | DNS-2                          |
| 175                            | Olav Kooij (NED)                            | DNS-10                         |
| 176                            | Jan Tratnik (SLO)                           | 34.                            |
| 177                            | Cian Uijtdebroeks (BEL)                     | DNS-11                         |
| 178                            | Attila Valter (HUN) (Straße und Zeitfahren) | 22.                            |

| Tudor Pro Cycling Team TUD | Tudor Pro Cycling Team TUD | Tudor Pro Cycling Team TUD |
| -------------------------- | -------------------------- | -------------------------- |
| Nr.                        | Fahrer                     | Platz                      |
| 181                        | Matteo Trentin (ITA)       | 82.                        |
| 182                        | Alberto Dainese (ITA)      | 116.                       |
| 183                        | Robin Froidevaux (SUI)     | 136.                       |
| 184                        | Alexander Kamp (DEN)       | 110.                       |
| 185                        | Alexander Krieger (GER)    | DNF-9                      |
| 186                        | Marius Mayrhofer (GER)     | DNS-10                     |
| 187                        | Michael Storer (AUS)       | 10.                        |
| 188                        | Florian Stork (GER)        | 74.                        |

| UAE Team Emirates UAD | UAE Team Emirates UAD                       | UAE Team Emirates UAD |
| --------------------- | ------------------------------------------- | --------------------- |
| Nr.                   | Fahrer                                      | Platz                 |
| 191                   | Tadej Pogačar (SLO) (Straße und Zeitfahren) | 1.                    |
| 192                   | Rui Oliveira (POR)                          | 121.                  |
| 193                   | Mikkel Bjerg (DEN)                          | 108.                  |
| 194                   | Felix Großschartner (AUT)                   | 31.                   |
| 195                   | Vegard Stake Laengen (NOR)                  | 75.                   |
| 196                   | Rafał Majka (POL)                           | 15.                   |
| 197                   | Sebastián Molano (COL)                      | 125.                  |
| 198                   | Domen Novak (SLO)                           | 67.                   |

| VF Group-Bardiani CSF-Faizanè VBF | VF Group-Bardiani CSF-Faizanè VBF | VF Group-Bardiani CSF-Faizanè VBF |
| --------------------------------- | --------------------------------- | --------------------------------- |
| Nr.                               | Fahrer                            | Platz                             |
| 201                               | Domenico Pozzovivo (ITA)          | 20.                               |
| 202                               | Luca Covili (ITA)                 | 18.                               |
| 203                               | Filippo Fiorelli (ITA)            | 77.                               |
| 204                               | Martin Marcellusi (ITA)           | 99.                               |
| 205                               | Manuele Tarozzi (ITA)             | 102.                              |
| 206                               | Giulio Pellizzari (ITA)           | 49.                               |
| 207                               | Alessandro Tonelli (ITA)          | 41.                               |
| 208                               | Enrico Zanoncello (ITA)           | 124.                              |

| Bahrain Victorious TBV | Bahrain Victorious TBV  | Bahrain Victorious TBV |
| ---------------------- | ----------------------- | ---------------------- |
| Nr.                    | Fahrer                  | Platz                  |
| 211                    | Antonio Tiberi (ITA)    | 4.                     |
| 212                    | Rainer Kepplinger (AUT) | 64.                    |
| 213                    | Phil Bauhaus (GER)      | DNS-14                 |
| 214                    | Damiano Caruso (ITA)    | 17.                    |
| 215                    | Andrea Pasqualon (ITA)  | 81.                    |
| 216                    | Edoardo Zambanini (ITA) | 27.                    |
| 217                    | Jasha Sütterlin (GER)   | 57.                    |
| 218                    | Torstein Træen (NOR)    | DNF-4                  |